# Benjamin Karl
Benjamin Martin Karl (* 16. Oktober 1985 in St. Pölten) ist ein österreichischer Snowboarder. Er wurde je dreimal Gesamtweltcupsieger und Weltcupsieger im Parallelweltcup, 2004/05 war er Juniorenweltmeister im Parallelriesenslalom. Weltmeister wurde er 2009 im Parallelslalom in Sungwoo (Korea), 2011 sowohl im Parallelriesenslalom als auch im Parallelslalom in La Molina (Spanien) und 2021 in Rogla im Parallelslalom. Bei den Olympischen Spielen 2010 in Vancouver gewann Karl die Silbermedaille und 2014 in Sotschi die Bronzemedaille im Parallelslalom. Bei den Olympischen Spielen 2022 Peking gewann Karl Gold im Parallelriesenslalom.

## Werdegang
Benjamin Karl ist am Ötscher aufgewachsen. 1995 entschied sich Karl für einen Weg als Snowboarder. Im selben Jahr beendete ein Unfall, bei dem er sich drei Brustwirbel brach, beinahe seine Karriere. Nach einer einmonatigen Bettruhe begann er wieder mit dem Aufbautraining und gewann noch im selben Jahr den Landescup. Als Schüler besuchte er die Skihandelsschule Schladming. Dort fand er geeignete Trainingsmöglichkeiten vor. Er gewann in der Saison 2004/05 die Juniorenweltmeisterschaften im Parallelriesentorlauf, den Gesamtsieg im Europacup und den österreichischen Staatsmeistertitel im Parallelslalom und Parallelriesentorlauf. In der Saison 2007/08 gewann er den Snowboard-Gesamtweltcup vor dem Franzosen Mathieu Bozzetto. Karl hat einen jüngeren Bruder Tobias. Im Sommer 2008 war Benjamin Karl einer von vier Kandidaten in der ORF-Show „Die Überflieger“.
Am 27. Februar 2010 holte Benjamin Karl die Silber-Medaille bei den Olympischen Winterspielen in Vancouver, die nicht zuletzt ein Grund dafür war, dass er noch ab April desselben Jahres an der ORF-Show „Das Match“ teilnahm. Bei den Snowboard-Weltmeisterschaften 2011 in La Molina, Spanien gewann Benjamin Karl Gold im Parallel-Riesenslalom (PGS) und verteidigte seinen WM-Titel im Parallel-Slalom (PSL) und kürte sich damit zum Doppelweltmeister. Am 25. Jänner 2013 holte sich Karl den vierten WM-Titel. Benjamin Karl schaffte es damit als erster Snowboarder, einen WM-Titel im Parallel-Riesentorlauf erfolgreich zu verteidigen.
Bei den Olympischen Winterspielen 2014 in Sotschi gewann er im Parallelslalom die Bronzemedaille. Auch abseits des Wintersports ist Benjamin Karl sportlich aktiv und nimmt zur Vorbereitung regelmäßig an Mountainbike-Rennen teil. Bereits dreimal (2011, 2012, 2014) stand er beim Extremradrennen Race Around Austria an der Startlinie. 2014 erreichte er in der Staffel mit Axel Naglich, Andreas Goldberger und Christoph Sumann den vierten Platz. Bei der Snowboard-WM in der Sierra Nevada holte sich der damals 31-jährige Benjamin Karl am 15. und 16. März 2017, jeweils im Finale hinter seinem Zimmerkollegen Andreas Prommegger Silber im Parallelslalom und Parallel-Riesenslalom.
Beim im Rahmen der Olympischen Winterspiele 2018 ausgetragenen Parallel-Riesenslalom wurde er am 24. Februar in Pyeongchang als bester Österreicher Fünfter. Im März 2021 holte sich der 35-Jährige bei der WM in Slowenien im Parallelslalom seinen fünften Weltmeister-Titel.
Bei den Olympischen Winterspielen 2022 in Peking holte Benjamin Karl Gold im Snowboard-RTL.

### Persönliches
Benjamin Karl heiratete im August 2011 seine Freundin Nina Grissmann, die Tochter des ehemaligen Skirennläufers Werner Grissmann (* 1952) und ist Vater von zwei Mädchen. Die Familie lebt in Lienz/Osttirol.

## Sportliche Erfolge

### Olympische Spiele
| Datum         | Ort         | Land | Disziplin   | Platzierung |
| ------------- | ----------- | ---- | ----------- | ----------- |
| 08. Feb. 2022 | Peking      | CHN  | Parallel GS | 1           |
| 24. Feb. 2018 | Pyeongchang | KOR  | Parallel S  | 5           |
| 22. Feb. 2014 | Sotschi     | RUS  | Parallel S  | 3           |
| 27. Feb. 2010 | Vancouver   | CAN  | Parallel GS | 2           |

### Weltmeisterschaften
| Datum      | Ort           | Land | Disziplin       | Platzierung |
| ---------- | ------------- | ---- | --------------- | ----------- |
| 02-03-2021 | Rogla         | SLO  | Parallel-Slalom | 1           |
| 15-03-2017 | Sierra Nevada | ESP  | Parallel GS     | 2           |
| 16-03-2017 | Sierra Nevada | ESP  | Parallel-Slalom | 2           |
| 23-01-2015 | Kreischberg   | AUT  | Parallel GS     | 3           |
| 25-01-2013 | Stoneham      | CAN  | Parallel GS     | 1           |
| 22-01-2011 | La Molina     | ESP  | Parallel-Slalom | 1           |
| 19-01-2011 | La Molina     | ESP  | Parallel GS     | 1           |
| 21-01-2009 | Sungwoo       | KOR  | Parallel-Slalom | 1           |

### Junioren-Weltmeisterschaften
| Datum      | Ort      | Land | Disziplin   | Platzierung |
| ---------- | -------- | ---- | ----------- | ----------- |
| 22-04-2005 | Zermatt  | SUI  | Parallel GS | 1           |
| 11-02-2004 | Klínovec | CZE  | Parallel GS | 3           |

### FIS Snowboard-Weltcup
| Datum      | Ort                     | Land | Disziplin            | Platzierung |
| ---------- | ----------------------- | ---- | -------------------- | ----------- |
| 27-01-2024 | Simonhöhe               | AUT  | Parallel GS          | 2           |
| 25-01-2024 | Rogla                   | SLO  | Parallel GS          | 1           |
| 13-01-2024 | Scuol                   | SUI  | Parallel GS          | 1           |
| 16-12-2023 | Cortina d’Ampezzo       | ITA  | Parallel GS          | 1           |
| 14-12-2023 | Karersee                | ITA  | Parallel GS          | 3           |
| 26-01-2023 | Blue Mountain           | CAN  | Parallel GS          | 1           |
| 13-03-2022 | Piancavallo             | ITA  | Parallel-Slalom Team | 1 1         |
| 11-01-2022 | Bad Gastein             | AUT  | Parallel-Slalom      | 2           |
| 17-12-2020 | Karersee                | ITA  | Parallel GS          | 1           |
| 12-12-2020 | Cortina d’Ampezzo       | ITA  | Parallel GS          | 3           |
| 29-02-2020 | Blue Mountain           | CAN  | Parallel GS          | 1           |
| 11-01-2020 | Scuol                   | SUI  | Parallel GS          | 2           |
| 08-12-2019 | Bannoye                 | RUS  | Parallel GS          | 3           |
| 08-01-2019 | Bad Gastein             | AUT  | Parallel-Slalom      | 3           |
| 15-12-2018 | Cortina d’Ampezzo       | ITA  | Parallel GS          | 3           |
| 13-12-2018 | Karersee                | ITA  | Parallel GS          | 2           |
| 21-01-2018 | Rogla                   | SLO  | Parallel GS          | 1           |
| 20-01-2018 | Rogla                   | SLO  | Parallel GS          | 3           |
| 03-02-2017 | Bansko                  | BUL  | Parallel GS          | 3           |
| 17-12-2016 | Cortina d’Ampezzo       | ITA  | Parallel-Slalom      | 3           |
| 15-12-2016 | Karersee                | ITA  | Parallel GS          | 1           |
| 10-03-2012 | La Molina               | ESP  | Parallel GS          | 3           |
| 22-12-2011 | Karersee                | ITA  | Parallel-Slalom      | 1           |
| 21-12-2011 | Karersee                | ITA  | Parallel GS          | 2           |
| 15-12-2011 | Telluride               | USA  | Parallel GS          | 1           |
| 20-02-2011 | Stoneham                | CAN  | Parallel GS          | 1           |
| 09-02-2011 | Yongpyong               | KOR  | Parallel-Slalom      | 1           |
| 09-01-2011 | Bad Gastein             | AUT  | Parallel-Slalom      | 1           |
| 10-12-2010 | Limone Piemonte         | ITA  | Parallel GS          | 1           |
| 13-03-2010 | Chiesa in Valmalenco    | ITA  | Parallel GS          | 1           |
| 06-02-2010 | Sudelfeld               | GER  | Parallel GS          | 2           |
| 24-01-2010 | Stoneham                | CAN  | Parallel GS          | 1           |
| 17-01-2010 | Nendaz                  | SUI  | Parallel GS          | 3           |
| 06-01-2010 | Murau                   | AUT  | Parallel GS          | 3           |
| 15-12-2009 | Telluride               | USA  | Parallel GS          | 2           |
| 09-10-2009 | Landgraaf               | NED  | Parallel-Slalom      | 1           |
| 22-03-2009 | Chiesa in Valmalenco    | ITA  | Parallel GS          | 2           |
| 15-03-2009 | La Molina               | ESP  | Parallel GS          | 2           |
| 26-02-2009 | Sunday River            | USA  | Parallel GS          | 1           |
| 22-02-2009 | Stoneham                | CAN  | Parallel GS          | 1           |
| 10-10-2008 | Landgraaf               | NED  | Parallel-Slalom      | 1           |
| 08-03-2008 | Stoneham                | CAN  | Parallel GS          | 1           |
| 03-03-2008 | Lake Placid             | USA  | Parallel GS          | 3           |
| 17-02-2008 | Sungwoo                 | KOR  | Parallel GS          | 1           |
| 20-01-2008 | La Molina               | ESP  | Parallel-Slalom      | 2           |
| 09-01-2008 | Bad Gastein             | AUT  | Parallel-Slalom      | 2           |
| 25-01-2005 | Daemyung Vivaldi Resort | KOR  | Parallel GS          | 2           |
| 08-01-2005 | Hinterstoder            | AUT  | Parallel GS          | 3           |
| 13-03-2004 | Haus im Ennstal         | AUT  | Parallel GS          | 2           |
| 12-03-2004 | Haus im Ennstal         | AUT  | Parallel GS          | 2           |
| 01-02-2004 | Le Grand-Bornand        | FRA  | Parallel GS          | 3           |
| 09-03-2003 | Diedamskopf             | AUT  | Parallel GS          | 3           |

### Europacup
| Datum      | Ort                  | Land | Disziplin       | Platzierung |
| ---------- | -------------------- | ---- | --------------- | ----------- |
| 27-01-2008 | Sudelfeld            | GER  | Parallel GS     | 1           |
| 01-04-2007 | Štrbské Pleso        | SVK  | Parallel GS     | 1           |
| 22-12-2006 | Bad Gastein          | AUT  | Parallel-Slalom | 1           |
| 29-01-2006 | Vrátna-Terchová      | SVK  | Parallel GS     | 1           |
| 28-01-2006 | Vrátna-Terchová      | SVK  | Parallel GS     | 1           |
| 29-12-2005 | Bischofswiesen       | GER  | Parallel GS     | 2           |
| 10-12-2005 | Haus im Ennstal      | AUT  | Parallel GS     | 3           |
| 20-03-2005 | Kiew                 | UKR  | Parallel GS     | 3           |
| 15-03-2005 | Borowez              | BUL  | Parallel GS     | 1           |
| 07-03-2005 | Sils-Furtschellas    | SUI  | Parallel GS     | 1           |
| 15-01-2005 | St. Johann im Pongau | AUT  | Parallel GS     | 1           |
| 18-12-2004 | Sankt Petersburg     | RUS  | Parallel-Slalom | 1           |
| 05-12-2004 | Nendaz               | SUI  | Parallel-Slalom | 3           |
| 04-12-2004 | Nendaz               | SUI  | Parallel-Slalom | 1           |
| 05-03-2004 | Leysin               | SUI  | Parallel GS     | 3           |

### Staatsmeisterschaften
| Datum      | Ort             | Land | Disziplin       | Platzierung |
| ---------- | --------------- | ---- | --------------- | ----------- |
| 27-03-2022 | Gerlitzen       | AUT  | Parallel-Slalom | 3           |
| 03-02-2018 | Gerlitzen       | AUT  | Parallel-Slalom | 2           |
| 21-03-2015 | Hochficht       | AUT  | Parallel-Slalom | 2           |
| 28-03-2009 | Kasberg         | AUT  | Parallel GS     | 1           |
| 30-03-2008 | Radstadt        | AUT  | Parallel GS     | 3           |
| 29-03-2008 | Radstadt        | AUT  | Parallel-Slalom | 1           |
| 24-03-2007 | Haus im Ennstal | AUT  | Parallel GS     | 2           |
| 30-01-2005 | Kreischberg     | AUT  | Parallel-Slalom | 1           |

## Auszeichnungen (Auszug)
- 2006: Sportehrenzeichen der Stadt St. Pölten
- 2008: Goldenes Ehrenzeichen für Verdienste um die Republik Österreich[7]
- 2013: Goldenes Ehrenzeichen für Verdienste um das Bundesland Niederösterreich
- 2022: Niederösterreichischer Sportler des Jahres[8]